# Riza Halimi

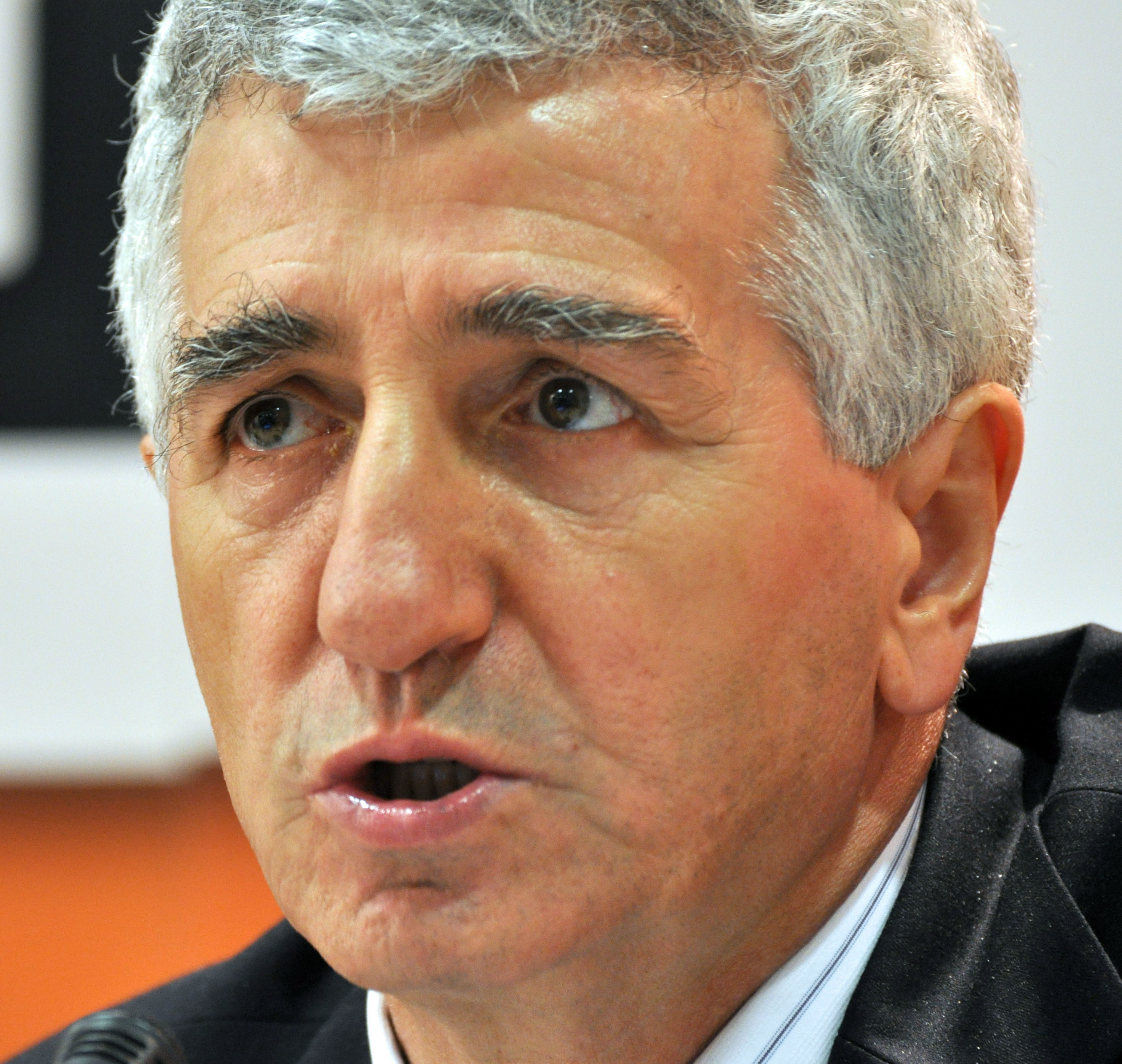

Riza Halimi (serbisch-kyrillisch Риза Халими [ɾiˈza ˈhaliːmi]; * 16. September 1947 in Preševo) ist ein albanischer Politiker in Serbien.

## Werdegang
Riza Halimi war zunächst Physiklehrer in der Sekundarstufe und wurde danach Politiker.
Er gehört der Partija za demokratsko delovanje an, der politischen Partei mit den meisten Anhängern unter den Albanern Serbiens. Halimi war auch Bürgermeister von Preševo und wurde durch die Koalition der Albaner des Preševo-Tals bei den Parlamentswahlen in den Jahren 2007, 2008 und 2012 in die Nationalversammlung Serbiens gewählt. Er vertritt dort als einziger die albanische Minderheit aus dem Süden des Landes und ist offiziell parteilos.